# 観自在寺
観自在寺（かんじざいじ）は、愛媛県南宇和郡愛南町にある真言宗大覚寺派の寺院。平城山（へいじょうざん）、薬師院（やくしいん）と号す。本尊は薬師如来。四国八十八箇所第四十番札所。第一番札所より最も離れていることから「四国霊場の裏関所」と呼ばれている。
- 本尊真言：おん ころころ せんだりまとうぎ そわか
- ご詠歌：心願（しんがん）や自在の春に花咲きて　浮世のがれて住むやけだもの

## 沿革

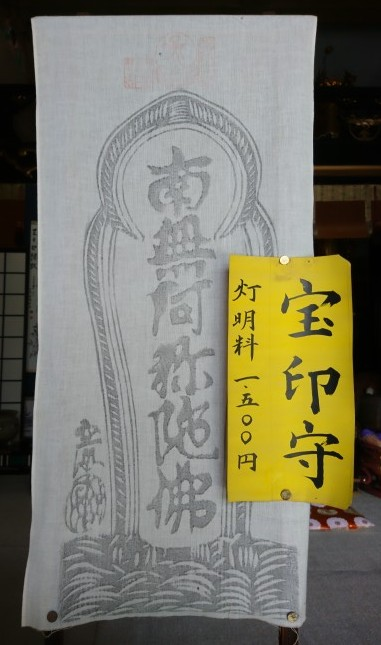
宝印守

寺伝によれば平安時代初期の大同2年（807年）平城天皇の勅願によって、空海（弘法大師）は、一本の霊木から本尊の薬師如来、脇持の阿弥陀如来、十一面観世音菩薩を刻み安置して開創したと伝えられている。このとき残った霊木に庶民の病根を除く祈願をし「南無阿弥陀仏」と彫ったと云われる。なお、その版木により晒し木綿に押印された宝印守を購入することができる。また、平城天皇は勅額「平城山」を下賜し、当地に行幸したと云われ、一切経と大般若経を奉納を奉納し、毎年勅使を遣わして護摩供の秘法を修したとされている。
江戸時代初期の寛永15年(1638年)に京都の空性法親王が巡拝、薬師院の号を受けた。その後、宇和島藩主伊達宗利の勅願所になったという歴史をもつ。一時は七堂伽藍を持ち四十の末寺を有したが、火災で消失。延宝6年(1678年)に再建されたが、昭和34年（1959年）に失火で本堂を焼失し昭和39年に再建、大師堂は平成5年（1993年）に再建された。

## 境内

八体仏十二支守り本尊

- 山門（仁王門） - 総欅造
- 本堂 - 堂内で参拝できる。本尊は50年に一度の開帳の秘仏で次回は2034年。
- 大師堂 - 毎年6月15日に大師像が開帳される。回廊には四国八十八ヶ所の御土砂が敷かれ、外壁には稚児・修行・秘鍵の3枚の大師像レリーフ像が設置されている。
- 石造心経宝塔 - 般若菩薩（石仏）が本尊で、地下には写経が（1枚千円にて）納められている。
- 寶聚殿八角堂 宝物展示室：本尊文殊菩薩、外壁には七福神が彫られた七枚のレリーフ像が設置されている。
- 篠山大権現（祠） - 当山鎮守。大師堂に向かって右手前にあり。
- 稲荷社（祠） - 石造心経宝塔に向かって右手前にあり。
- 龍神社（祠） - 仁王門を入って右にあり。
- 鐘楼
- 十二支守本尊
- 平城天皇遺髪塔 - 五輪塔。寶聚殿八角堂を越えて右の一段上にあり。
- 芭蕉句碑 - 「春の夜や籠人ゆかし堂の隅」、天保15年（1844年）岡村呉天翁が建立。

山門を入ると右手に手水場、鐘楼、八角堂が、左に芭蕉句碑があり、その先に信徒会館が建つ。進んで右に平城天皇遺髪塔、左に十二支守本尊、右に心経宝塔がある。参道の正面奥に本堂が建ち、右手に大師堂がある。納経所は本堂の中にある。
- 宿坊（信徒会館）：定員40名。（閉鎖中）[2]
- 駐車場：20台、大型3台。無料。

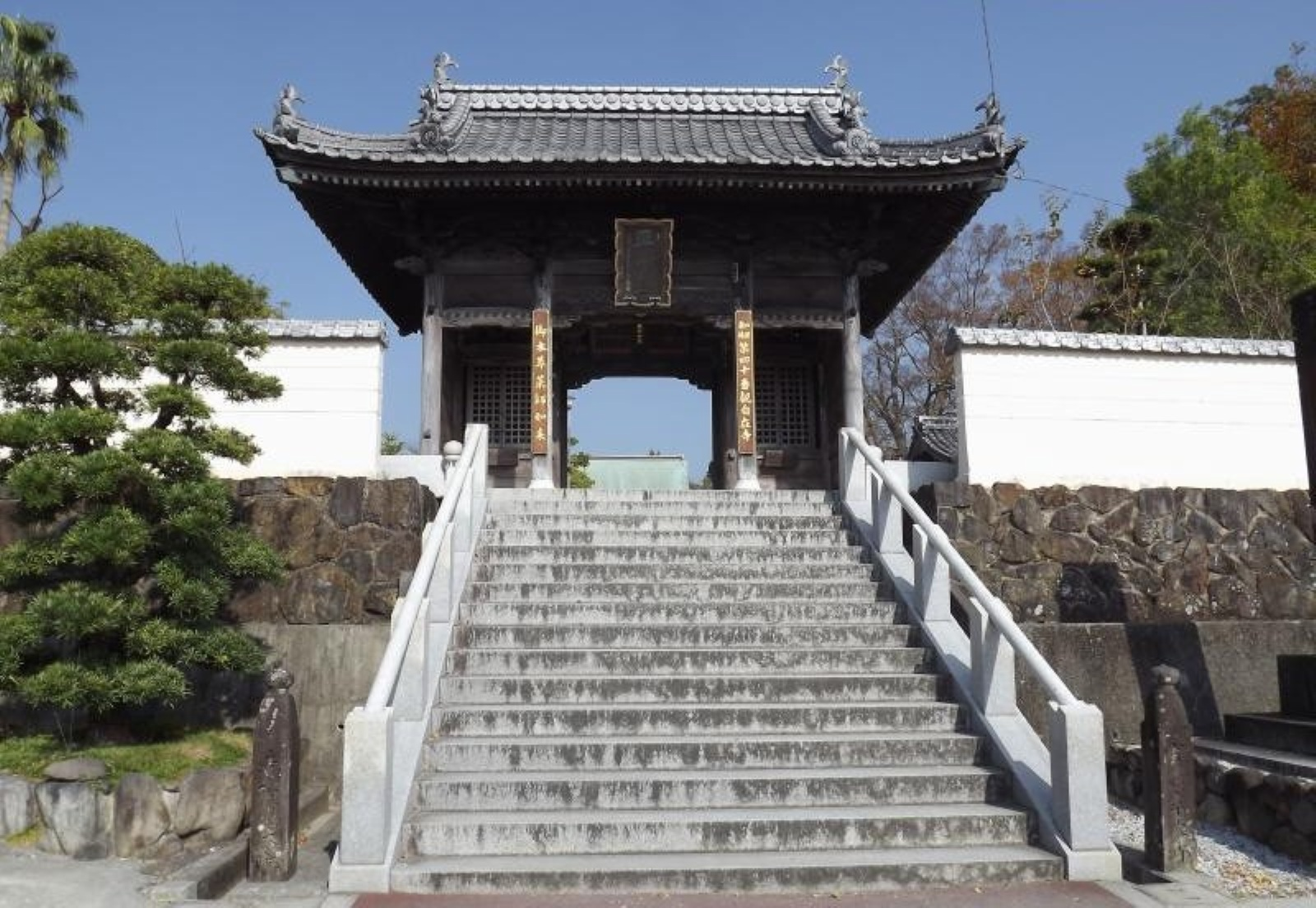
山門
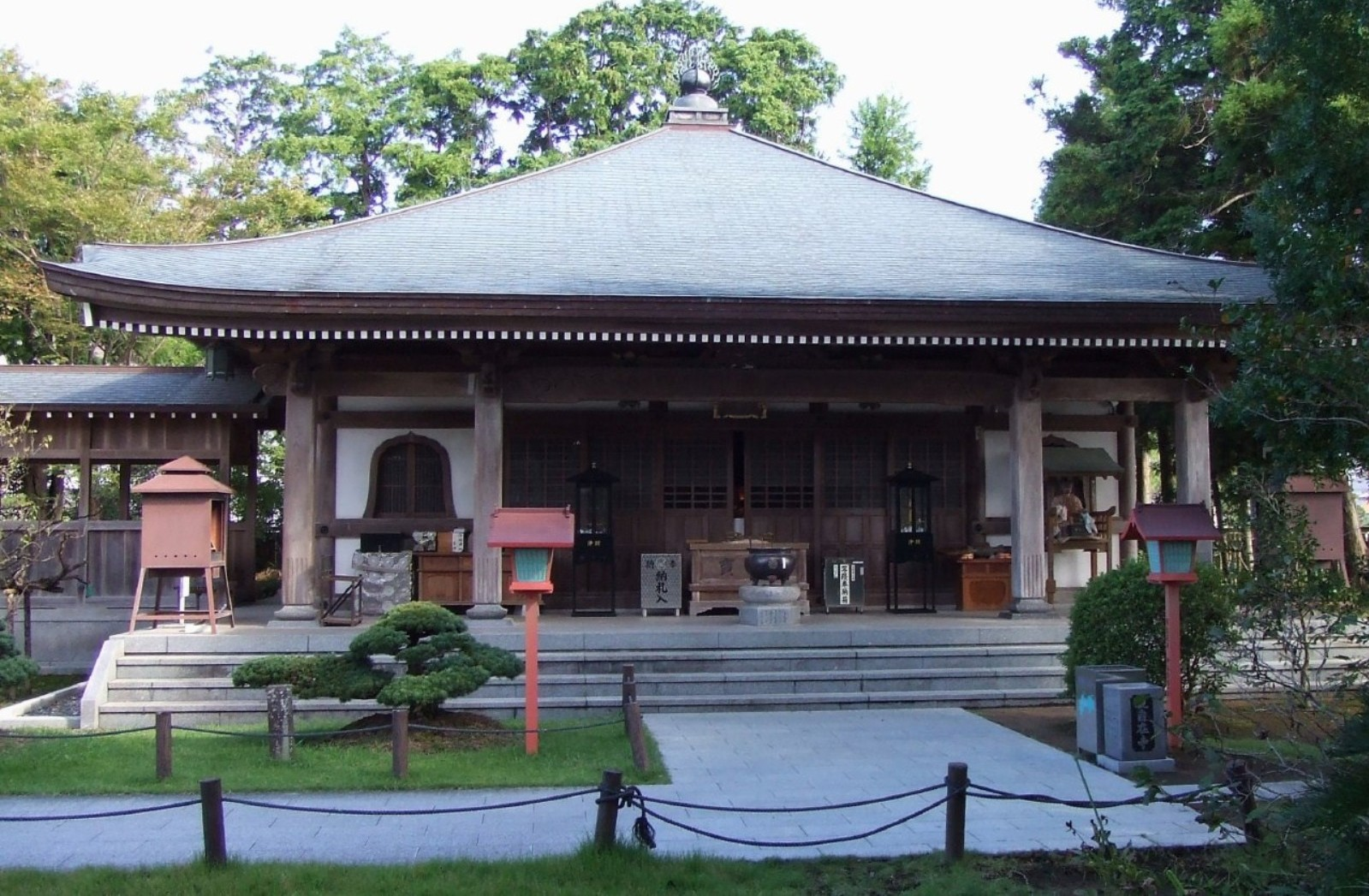
大師堂
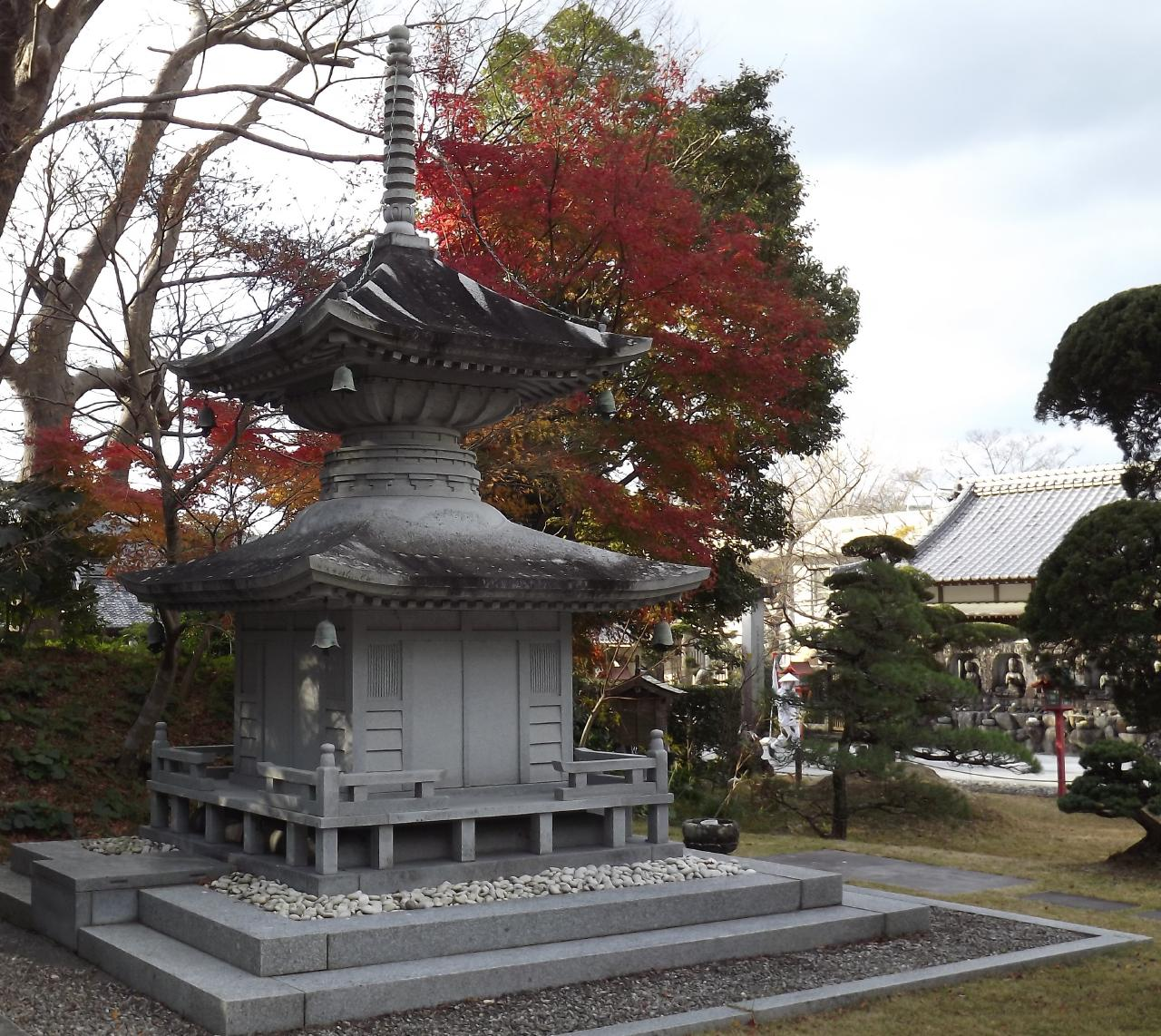
石造心経宝塔
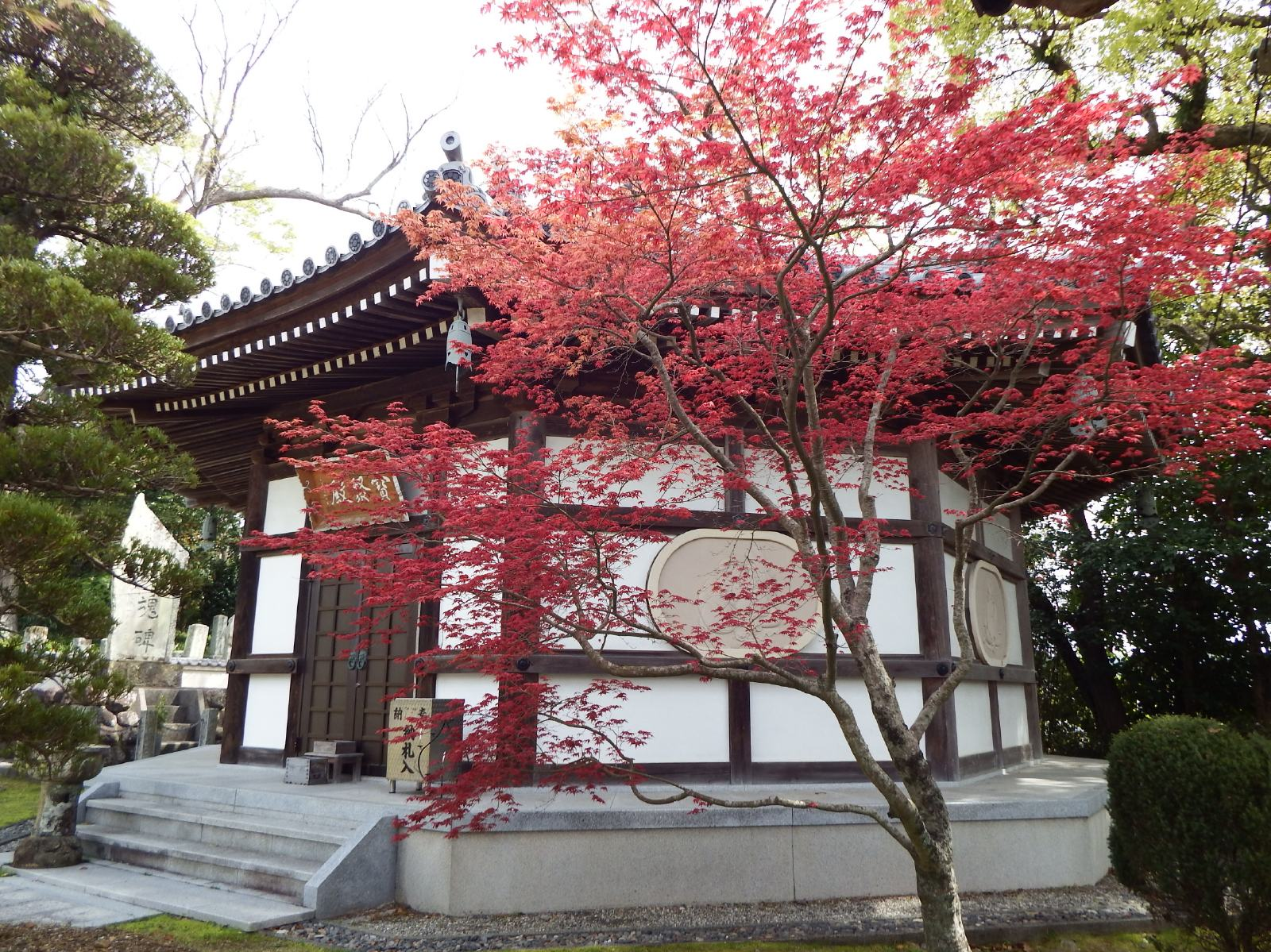
寶聚殿八角堂
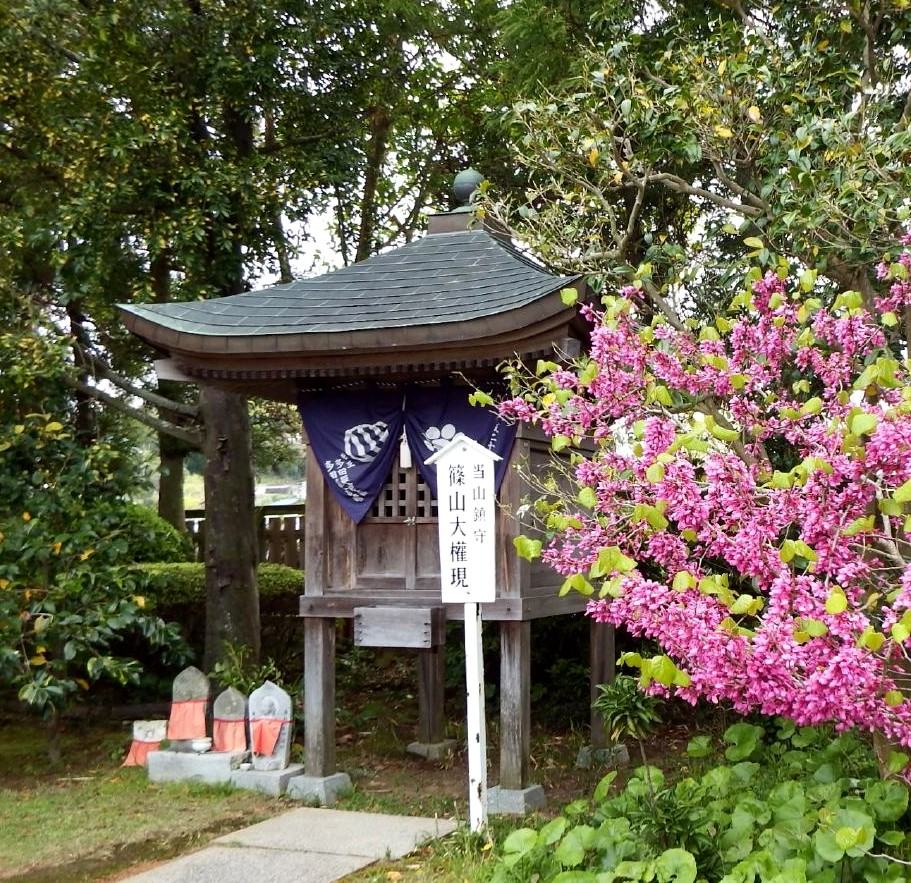
篠山大権現
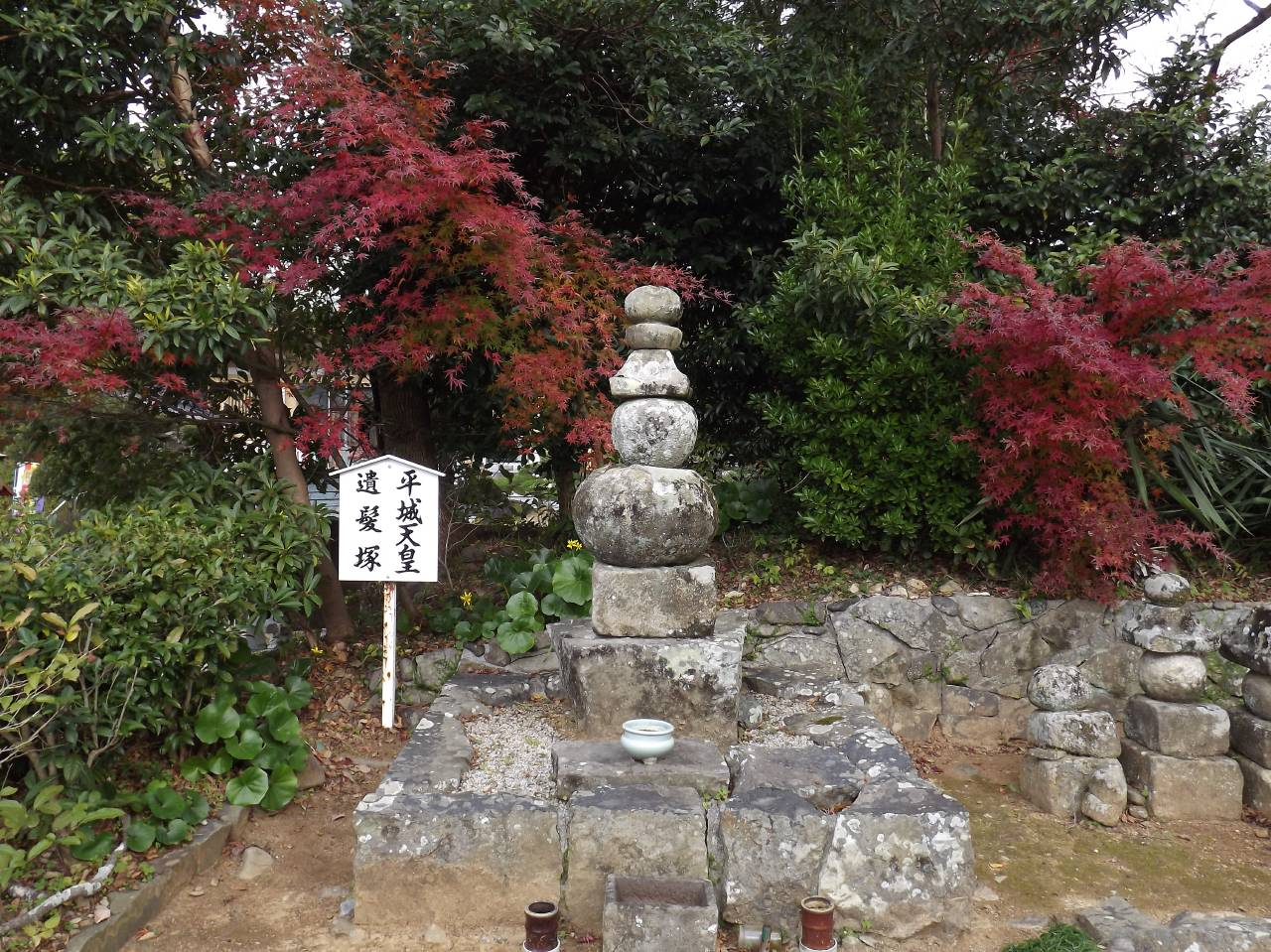
平城天皇剃髪塔
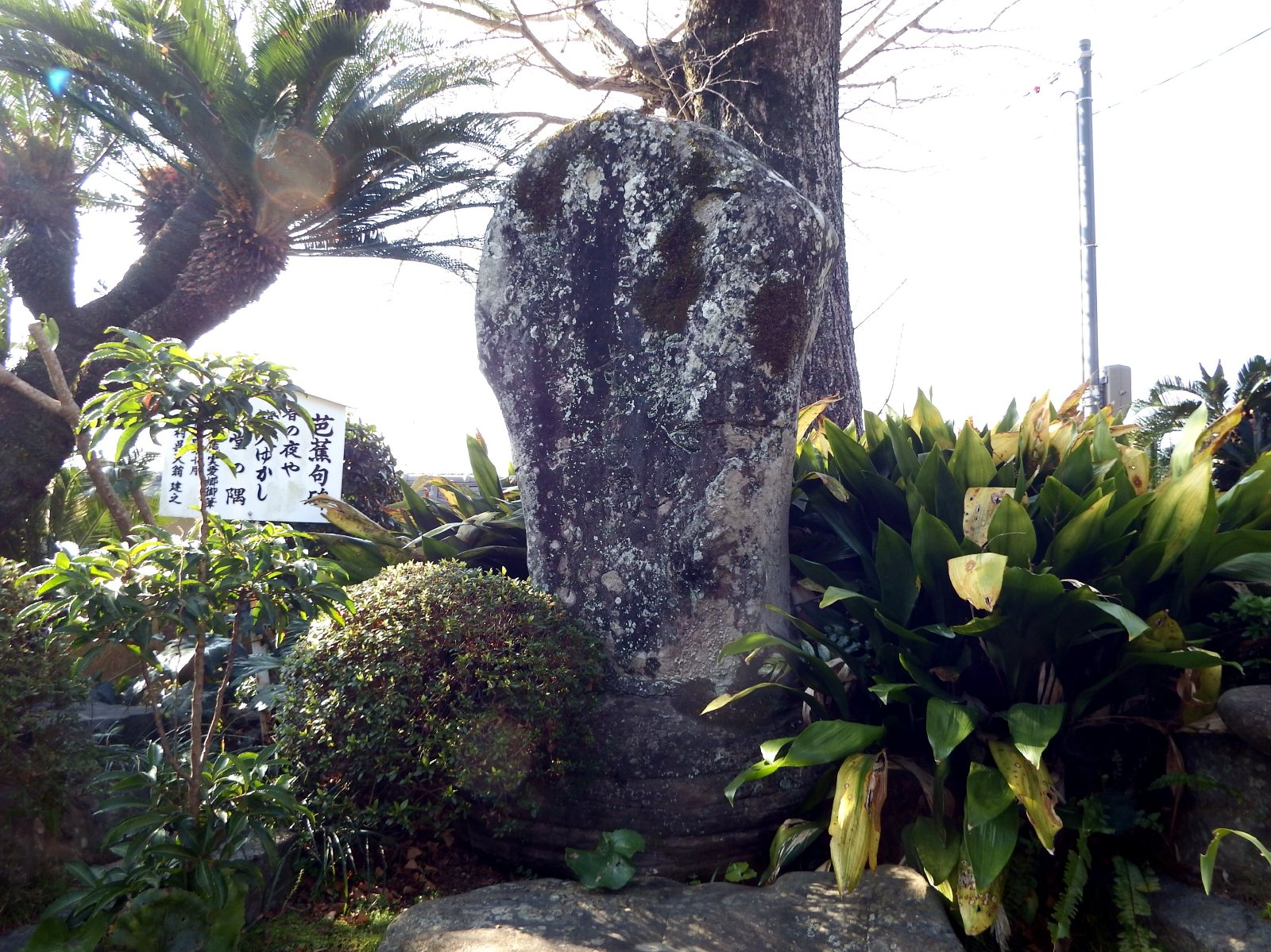
芭蕉句碑

## 文化財
国の史跡
- 伊予遍路道 観自在寺道 - 県境の松尾峠（標高約310 m）から愛媛県側の約1.5 km。平成30年10月15日指定[3][4]

旧宿毛トンネル（昭和4年3月竣工）ができるまで、土佐と伊予の行き来は大深浦から国境の松尾峠（標高約300 m)を越えていた。昔は坂を下った所にそれぞれ番所があり厳しく取り締まっていた。また、この峠からは眼下に宿毛湾が臨め、2軒の茶屋があった。享和元年（1801年）の記録に普通の日で200人多い日は300人通ったと記されている。「従是西伊豫國宇和島藩支配地（1687年建立）」の石碑と向かいには「従是東土佐國（1688年建立）」の石碑が建ち、峠より350 m尾根を西へ行った山上に純友城址があるが何も残っていない。大師堂は宿泊可能でトイレもある。
なお、高知県側（1,927.62 m2）も史跡「土佐遍路道 観自在寺道」（宿毛市大深浦）に令和3年10月11日に指定された。

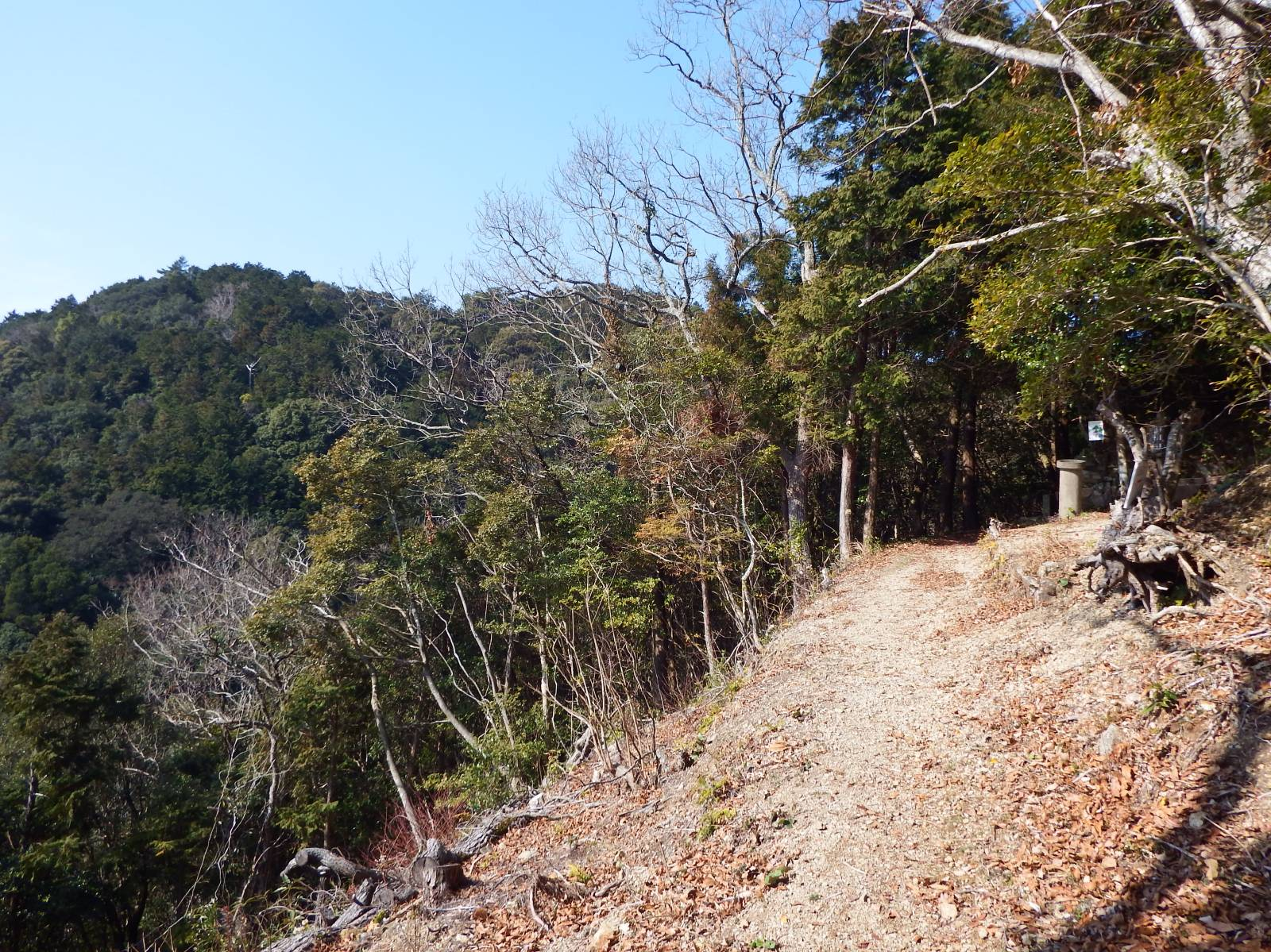
高知県から見た松尾峠と純友城址（左側）
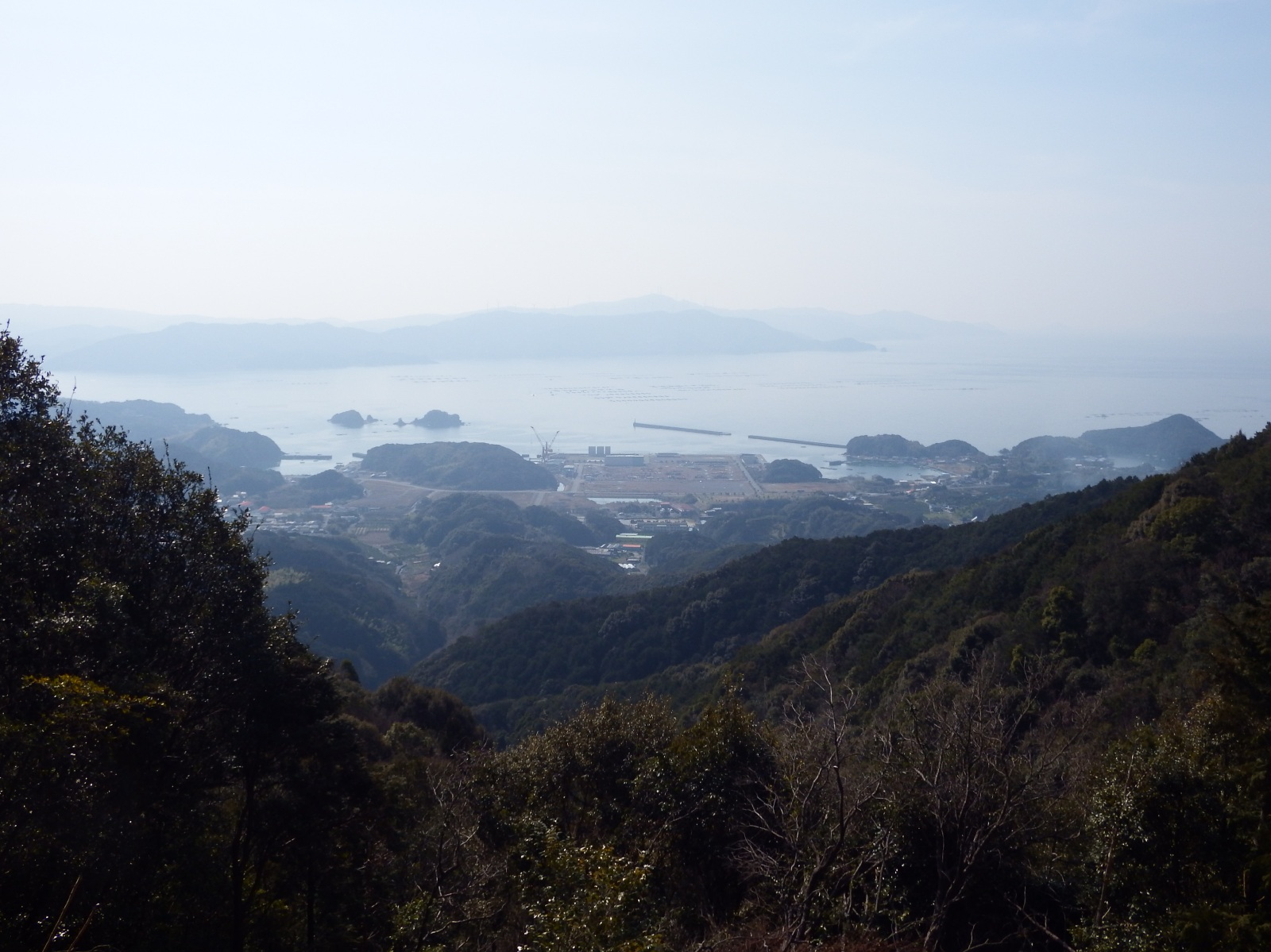
峠からの展望
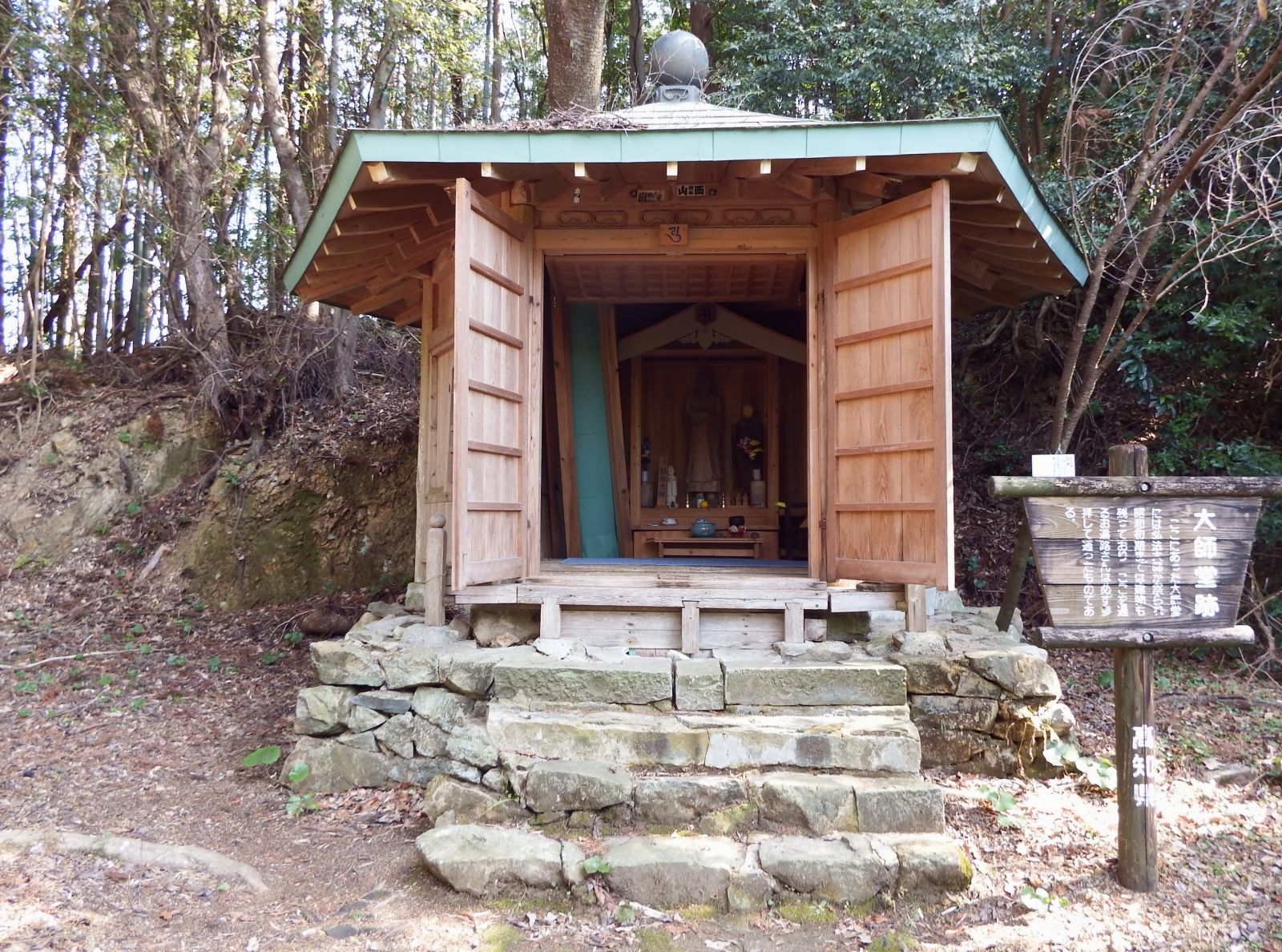
峠の大師堂
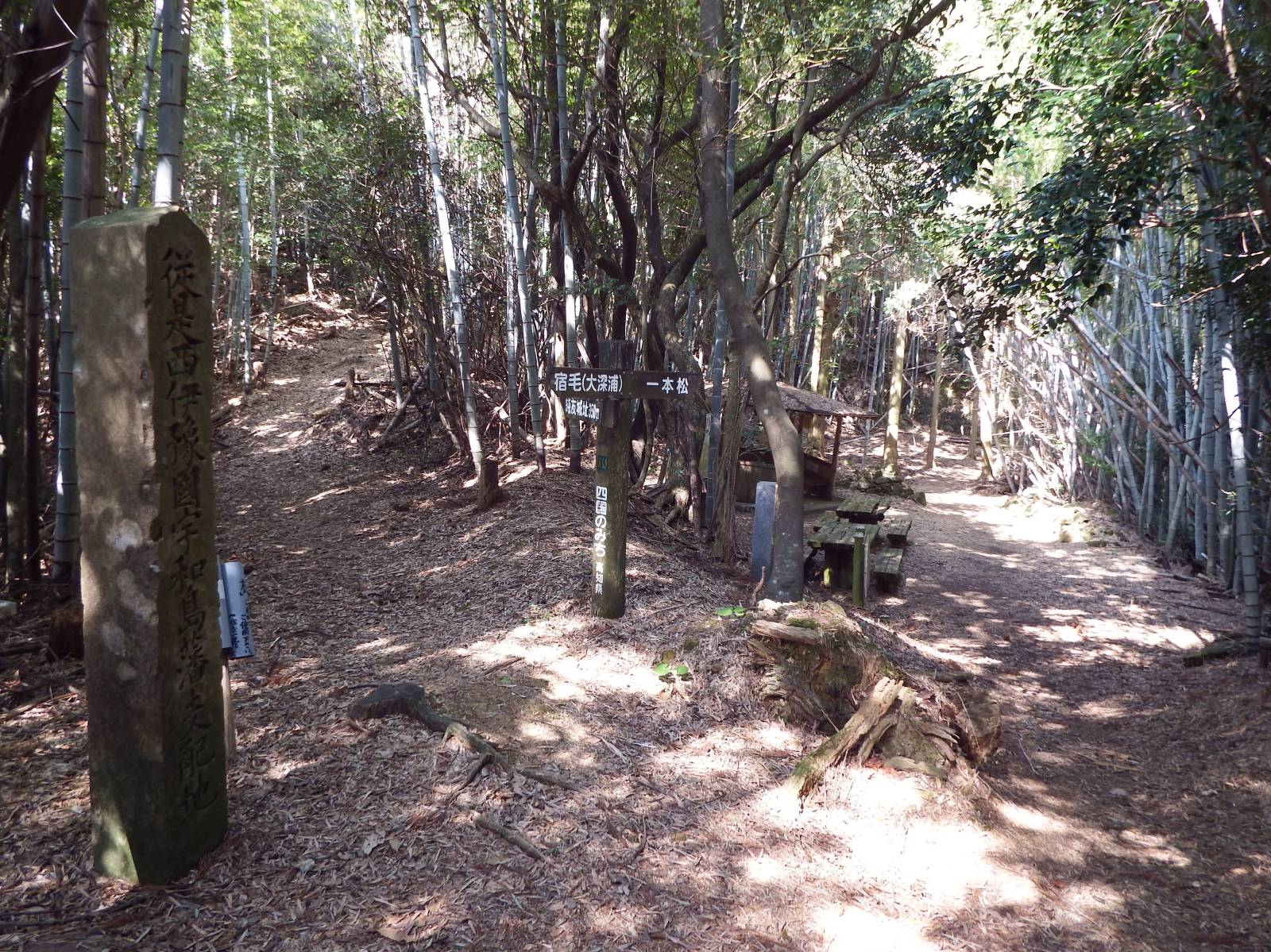
峠の愛媛県側の石碑
観自在寺道の愛媛県側

愛南町指定有形文化財
- 山門（三門） - 昭和51年10月1日指定[8]

仁王門とも称す。総ケヤキ造り、高さ7 m、幅6 m、屋根は入母屋造、昭和63年に大修理が行われた。
愛南町指定史跡
- 芭蕉句碑 - 昭和58年12月9日指定[9]
- 岡村松軒翁之墓所 - 昭和58年12月9日指定[10]

## 交通案内
鉄道
- 土佐くろしお鉄道 宿毛線 – 宿毛駅 (18.0 km)

バス
- 宇和島バス 宇和島・城辺・宿毛線 「平城札所前」下車 (0.2 km)

道路
- 国道56号 御荘栄町 (0.7 km)

## 奥の院

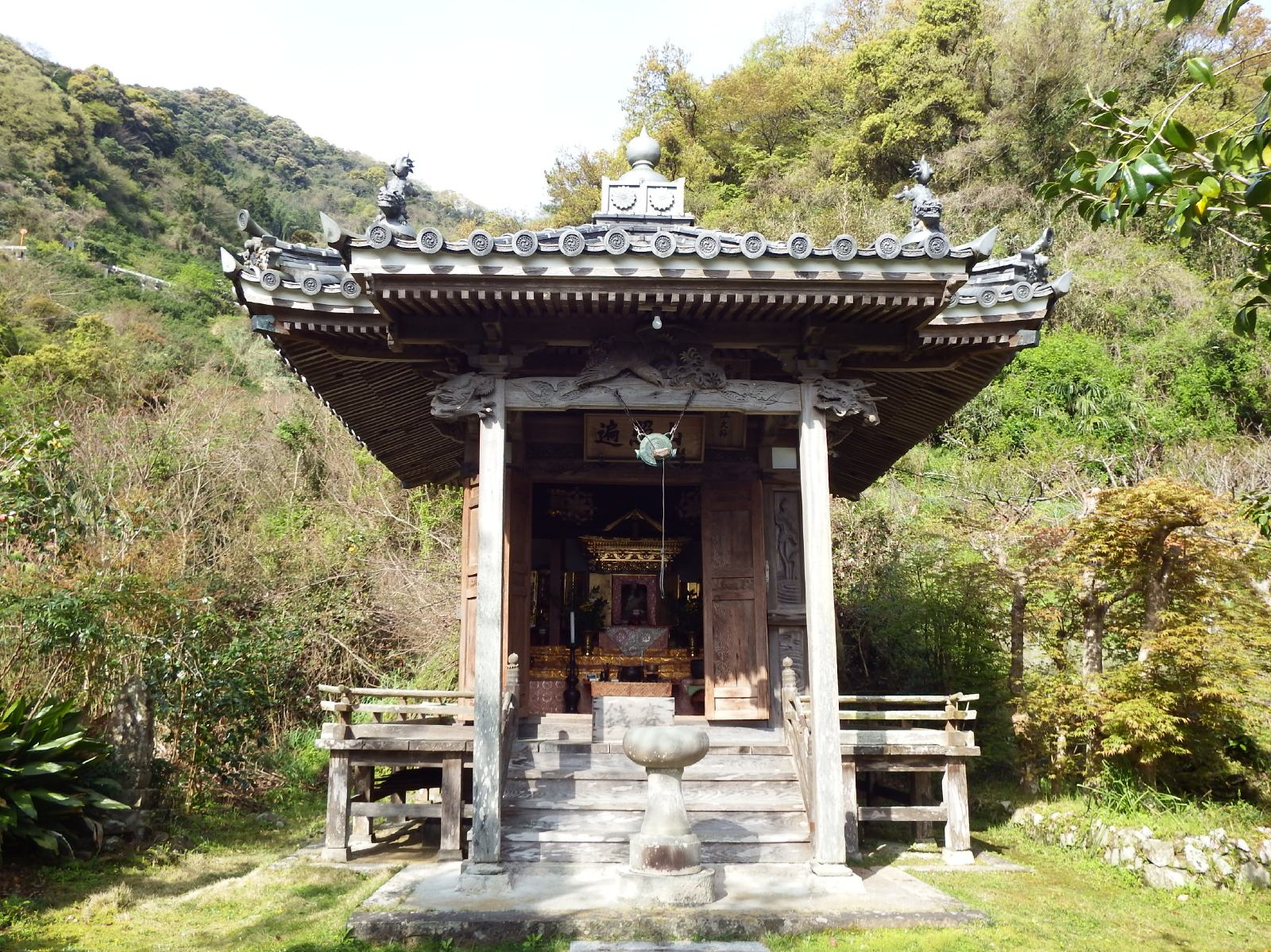
鯨大師

鯨大師（遍照山願成寺）
空海は都から遠く文化の恩恵を受けないこの地を気の毒に思い霊場を開いたと伝えられている。この谷の浜辺に鯨が漂着したことからか、ここから見る島が鯨に見えたかは定かでないが鯨谷と呼ばれるから鯨大師と云う。なお、鯨大師は宇和島市の沖に見える九島にあり、近年、橋でつながり車で上陸できる。
- 所在地：愛媛県宇和島市九島蛤 （鯨大師）

龍光院
上記の鯨大師は島にあり不便だということで対岸の元結掛(もとゆいぎ)に、寛永8年（1631年）鯨大師を移し元結掛願成寺と呼ばれた。その後明治時代になって龍光院に合わせ祀られるようになり、残ったお堂は馬目木大師（まめきだいし）と呼ばれるようになった。
- 所在地：愛媛県宇和島市天神町1-1 （龍光院）

## 周辺の番外霊場

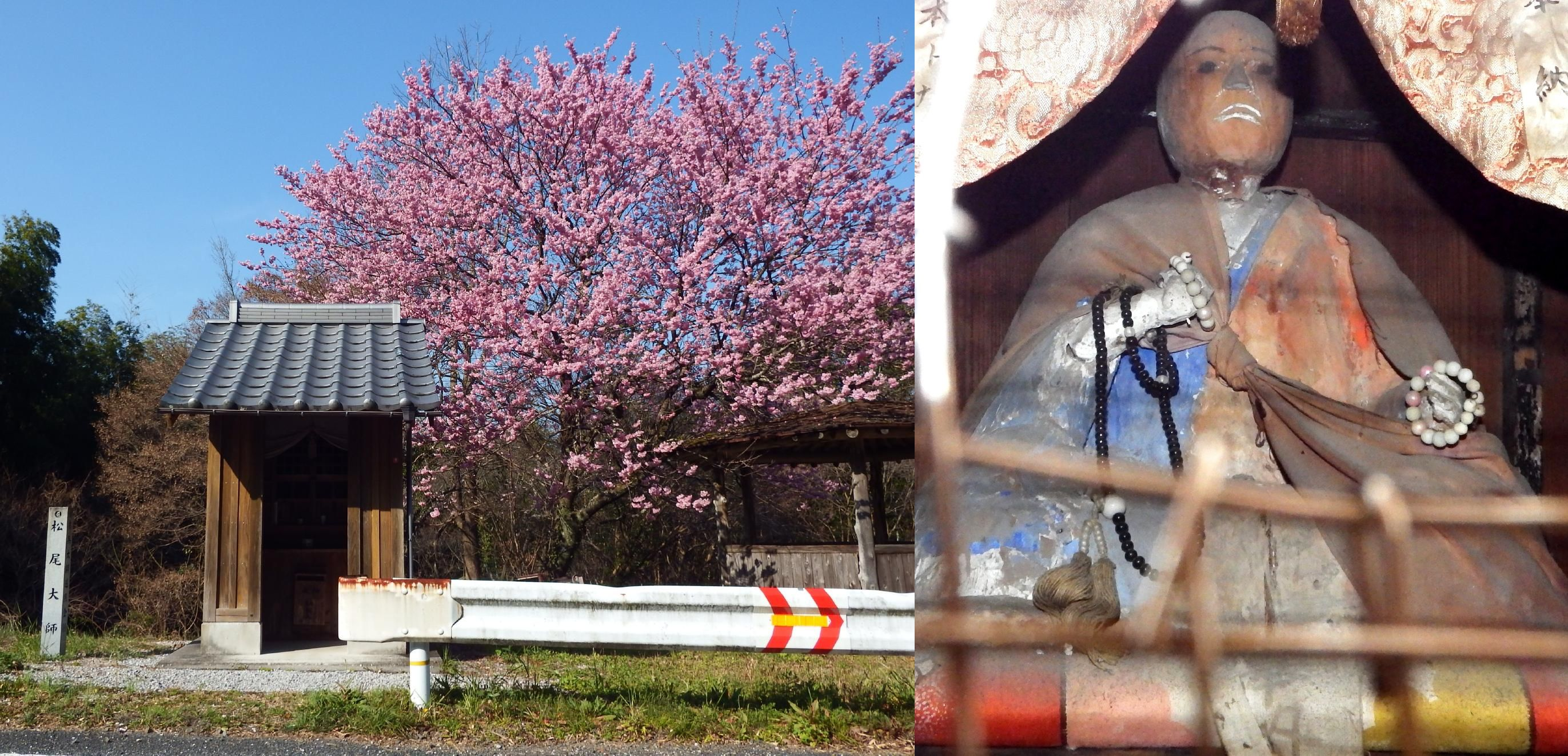
松尾大師堂と大師像

松尾大師（麓の堂）
予土国境の松尾峠に祀られていた霊験あらたかな大師像は、平成21年3月26日に宮崎建樹の尽力により愛媛県側へ4.5 km麓の一本松町の県道299号脇にある新しい堂に祀られた。
- 所在地：愛媛県南宇和郡愛南町一本松 （松尾大師）

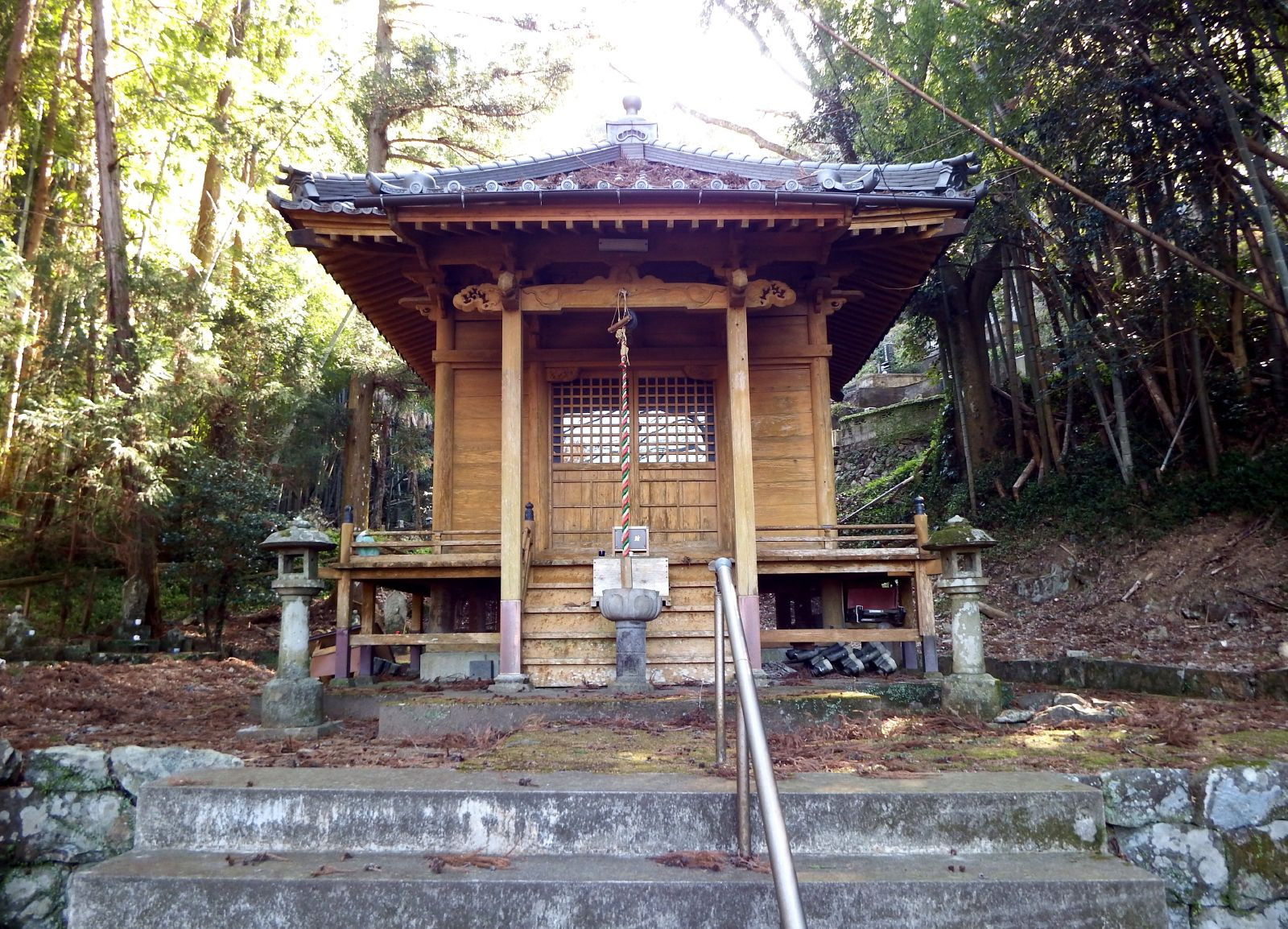
高野山 仏眼院

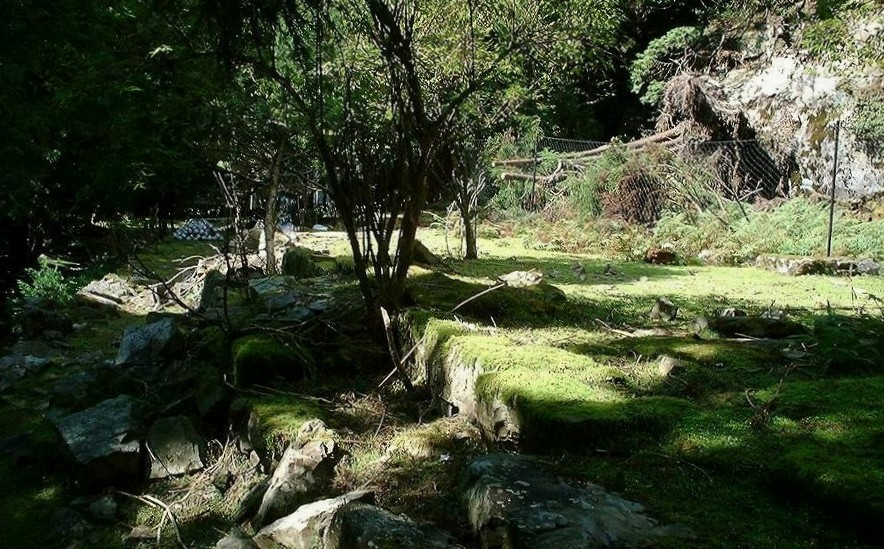
観世音寺跡

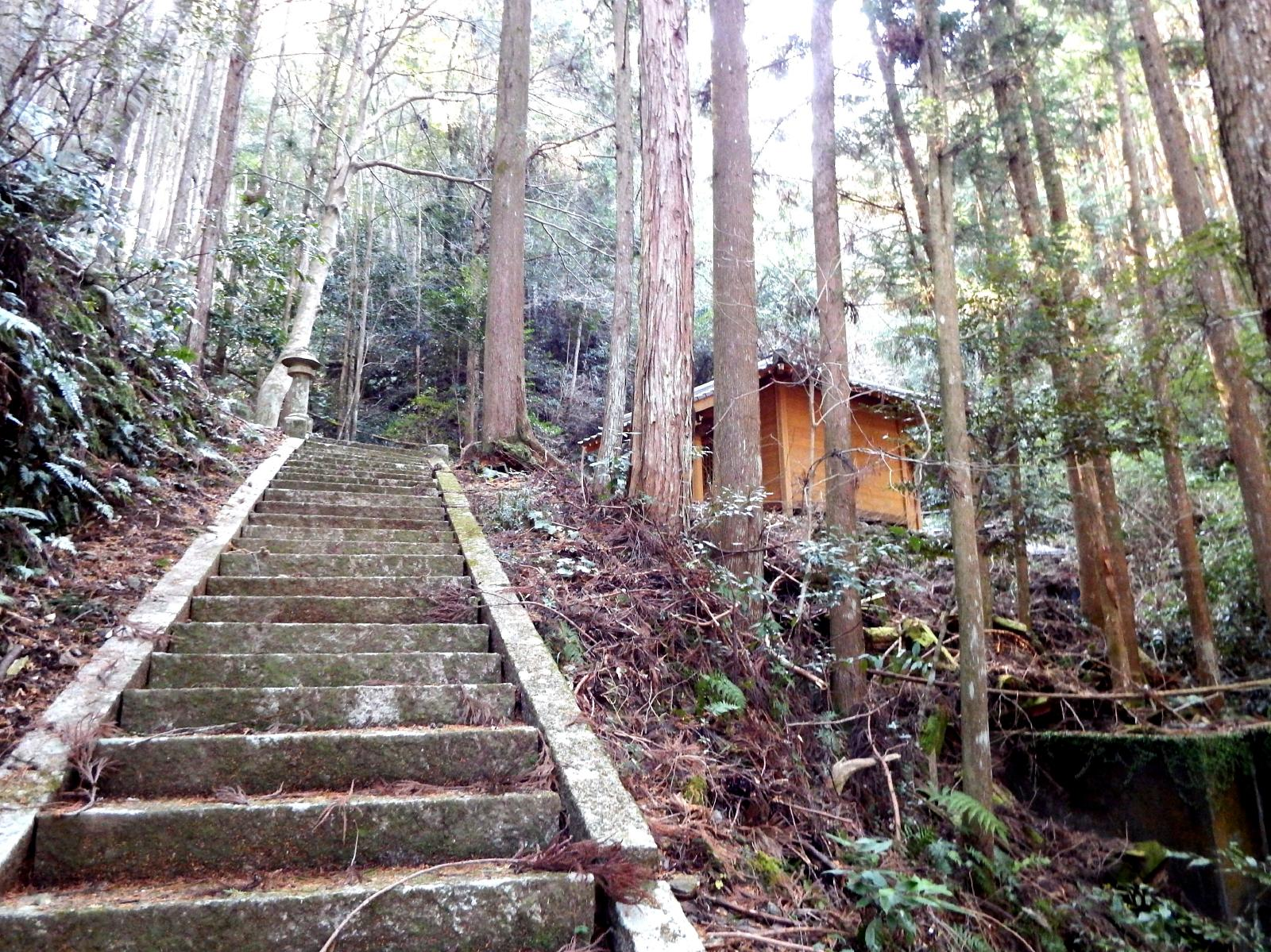
歓喜光寺の権現堂

高野山 仏眼院（ぶつがんいん）
高野山から貧者の一灯を分伝され明治35年創建、安産祈願に霊験あり。
- 所在地：愛媛県南宇和郡愛南町城辺甲1896 （仏眼院）

篠山神社（観世音寺の奥の院跡）
観世音寺は、篠山（標高1,065 m)の中腹にあり、空海の開基にて、用明天皇勅願所と伝わる。その山頂近くに天狗堂、その上の山頂に三所権現があり此所に札を納めていた。往時は札所の数とせずといえども皆往詣する霊境なりと四国遍礼霊場記に書かれているように新客の遍路は必ず参拝したようだが、神仏分離により廃寺となり、本尊の十一面観音立像、脇持不動明王像は正木の白翁山歓喜光寺（篠山権現前札）の権現堂に安置された。今は山頂に篠山神社一棟が中腹には石垣だけが残り、観自在寺にはその遥拝所としての祠がある。
- 所在地：愛媛県南宇和郡愛南町正木 （篠山神社）
- 歓喜光寺（曹洞宗）の所在地：愛媛県南宇和郡愛南町正木1468 （歓喜光寺）

明治期に篠山観世音寺が廃寺になった後は観自在寺を打ったあと歓喜光寺を打ち戻るのが一般的であった。なお、歓喜光寺は県道から一本中に入った村道から入ったところにあり、その権現堂は本堂と大師堂の間にある元篠山大権現と刻まれた石柱門から奥にある約50 mの石段を上がった鬱蒼とした裏山の中にある。
清水大師
観音岳（標高783 m）から西に延びる尾根の標高約460 mあたりの峠にある。灘道のうち柏集落から柏坂を登ると大師石像を祀る柳水大師があり、さらに上がった峠付近を越えると小さな祠がある。それが清水大師で、遍路がのどの渇きで倒れそうになったとき大師が現れシキミの根本を掘れと告げた、掘ってみると清水が湧き出したという伝説がある。
- 所在地：愛媛県南宇和郡宇和島市津島町上畑地 （清水大師）

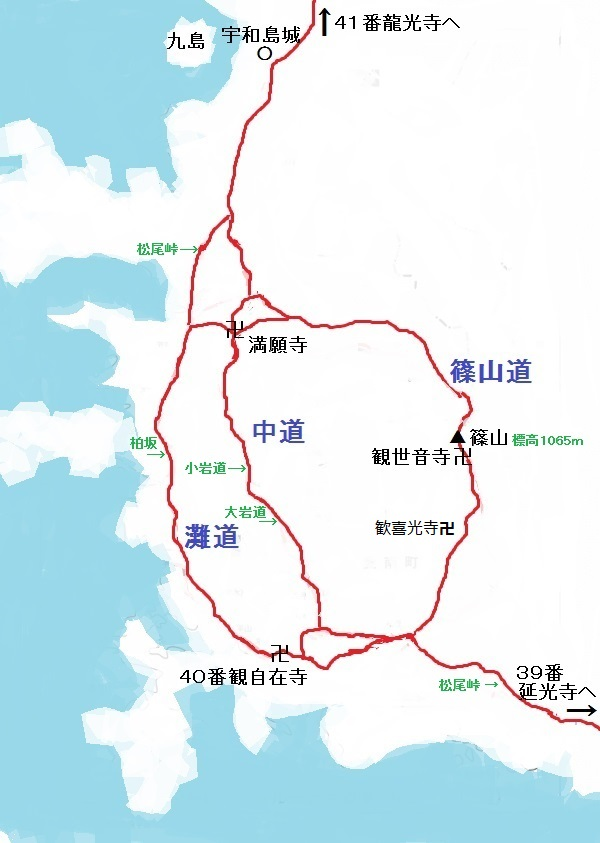
３ルートのイメージ図

満願寺
行基が薬師如来を本尊として開基、さらに空海が中興した。その後、地元の僧侶により現在の臨済宗妙心寺派になったが大師草創の古刹である。以前は40番観自在寺から次への遍路道は３ルート（灘道、中道、篠山道）あり、いずれも満願寺で交わってから龍光寺に至っていた。真念の時代には寺は荒れていたようで、真念が「道指南」を出版したのは満願寺の再興費用捻出が目的であったと述べている。
- 所在地：愛媛県宇和島市津島町岩渕甲1657 （満願寺）

## 前後の札所
四国八十八箇所
39 延光寺 --（25.8 km：一本松より国道56号線経由）-- 40 観自在寺 --（50.2 km）-- 41 龍光寺

## 周辺
- 南レク城辺公園
- 高茂岬
- 紫電改展示館